# Mondoblog
Mondoblog est le réseau de blogs de Radio France Internationale. 
Il héberge, forme et promeut quelque 600 blogueurs et blogueuses répartis dans soixante-dix pays du monde. La plateforme a été lancée en 2010 par une équipe de Radio France Internationale. Chaque année, à l'issue d'un concours, 150 nouveaux blogueurs et blogueuses sont sélectionnés pour être formés à la conception éditoriale et à la gestion technique de leur blog. Cette formation s'effectue à distance, tout au long de l'année, mais également lors d'une session annuelle de formation intensive sur place. Depuis 2010, quatre stages de dix jours ont eu lieu à Dakar, à Yaoundé et à Abidjan. 
Plusieurs blogueurs de la communauté ont été récompensés par le concours international de blogging, The BOBs.  

## Projet

### Équipe
Mondoblog est un imaginé et porté par l'équipe de Atelier des médias, la web-émission participative de RFI, réalisée par Simon Decreuze et animée par Philippe Couve de 2007 à 2010, puis par Ziad Maalouf de 2010 à ce jour. Une des rubriques de l'émission, baptisée MondoBlog, est consacrée à l'actualité des blogs et des blogueurs francophones dans le monde entier. Cette rubrique est co-présentée par Cédric Kalonji, journaliste et blogueur originaire de la RDC[source insuffisante]. 
En février 2010, Philippe Couve quitte RFI. En juin 2010, Ziad Maalouf et Simon Decreuze développent le projet Mondoblog, initialement conçu par Cédric Kalonji et Philippe Couve[source insuffisante]. L'idée est de créer une plateforme en ligne pour héberger des blogueurs francophones du monde entier ainsi qu'un espace de formation aux différents outils de publication. Depuis son lancement, l'équipe de l'Atelier des médias coordonne et modère la plateforme.

### Financements
Le projet Mondoblog voit le jour grâce à divers financements indépendants de RFI. Jusqu'en 2014, l'Organisation internationale de la francophonie (OIF) et l'Institut français sont les principaux bailleurs de fonds. l'OIF évoque des objectifs compatibles:  
La promotion de la francophonie figure aussi parmi les motivations de l'Institut français.
La première édition du projet a été également financée par la Fondation Varenne et par le Service d'action culturelle de l'Ambassade de France à Dakar.

## Concours
Chaque année, les Mondoblogueurs sont sélectionnés sur la base d'un concours. Le jury prend en compte l'originalité du sujet, le style d'écriture mais également l'orthographe. Peuvent aussi être envoyés des photographies, des sons et des vidéos produits par les candidats. Tous les ans, 150 blogueurs sont choisis pour faire partie de la communauté Mondoblog.

## Formation à distance
À l'issue du concours, les blogueurs sélectionnés sont formés par e-mail et par le biais de tutoriels en ligne. Il s'agit d'une initiation à la création d'un blog et à sa gestion technique et éditoriale. L'équipe Mondoblog/Atelier des médias mentore les blogueurs en continu à distance.

## Formation intensive
Au-delà du coaching à distance, les sessions de formation sur place permettent d'approfondir avec les blogueurs sélectionnés les techniques de gestion de l'information en ligne. Elles permettent aussi de renforcer la communauté de blogueurs et tisser des liens d'amitié.  

## Plateforme en ligne

### Fonctionnement
Chaque lauréat du concours Mondoblog obtient un espace de blogging indépendant, avec une URL de type http://nomdublog.mondoblog.org. Les blogueurs sont libres de publier ou dépublier des billets sur leur propre site. En revanche, pour apparaître sur la plateforme principale, ces billets doivent être lus, corrigés et modérés par l'équipe éditoriale de Mondoblog/Atelier des médias. La plupart des publications de blog sont donc accessibles à la fois depuis le site Mondoblog et depuis les blogs individuels.

### Chiffres
Le site Mondoblog héberge plus de 600 blogs. Entre son lancement et mai 2015, 13 500 billets de blogs ont été publiés sur la plateforme. Le site génère entre 200 000 et 240 000 visites par mois. Plus de 40 % de ce trafic provient de la France. 7 % provient des États-Unis et 5 % de la Côte d'Ivoire.

## Communauté de blogueurs

### Origines
Mondoblog est une plateforme internationale. Elle héberge les sites de quelque 600 blogueurs répartis dans plus de 70 pays. L'essentiel des contributeurs du site réside dans les pays d'Afrique francophone et en Haïti. Plusieurs blogueurs habitent dans un pays qui n'est pas leur pays d'origine, ce qui donne à leurs contenus une perspective trans-culturelle.

### Contenus
Il existe autant de sujets que de blogueurs. Les thèmes abordés sont classés par catégories. Chaque blog a sa spécialité. 